# Matt Gay
Matt Gay (Orem, Utah, 15 de marzo de 1994) es un jugador profesional estadounidense de fútbol americano que se desempeña en la posición de placekicker en Indianapolis Colts, equipo de la National Football League (NFL).

## Carrera
Fue seleccionado en la quinta ronda en la Reunión Anual de Selección de Jugadores de la NFL de 2019. Hizo su debut profesional con el equipo Tampa Bay Buccaneers, en el cual jugó una temporada (2019-2020), después pasó a Los Angeles Rams (2020-2023), luego a Indianapolis Colts, donde lleva jugando una temporada.